# Meioneta sheffordiana
Meioneta sheffordiana là một loài nhện trong họ Linyphiidae.
Loài này thuộc chi Meioneta. Meioneta sheffordiana được miêu tả năm 2007 bởi Dupérré & Paquin.